# Église Saint-Donat de Gênes
Pour les articles homonymes, voir Église San Donato.
L'église Saint-Donat (en italien : chiesa di San Donato) est un édifice religieux situé via San Donato dans le centre historique de Gênes. La paroisse fait partie du vicariat centre-est de l'archidiocèse de Gênes.

## Historique
L'église est érigée au début du XIIe siècle et agrandie un siècle plus tard. Elle représente l'exemple le plus marquant du roman génois. Son campanile octogonal (le terme plus approprié serait torre nolare, typique du style archaïque), décoré de bandes lombardes présente un double étage de fenêtres géminées et trilobées, couronné par une troisième rangée d'arcatures ajoutée durant les travaux de restauration d'Alfredo d'Andrade à la fin du XIXe siècle.
La façade actuelle n'est pas celle d'origine ; elle a été modifiée par deux restaurations en 1888 - effectuée par Alfredo D'Andrade à la fin de laquelle eut lieu une seconde consécration (le 4 décembre 1892) – et en 1925, qui ajoutèrent la rosace et le protiro et éliminèrent les enduits successifs du XVIe siècle. Originaux sont au contraire, le portail ébrasé et l'architrave romane.

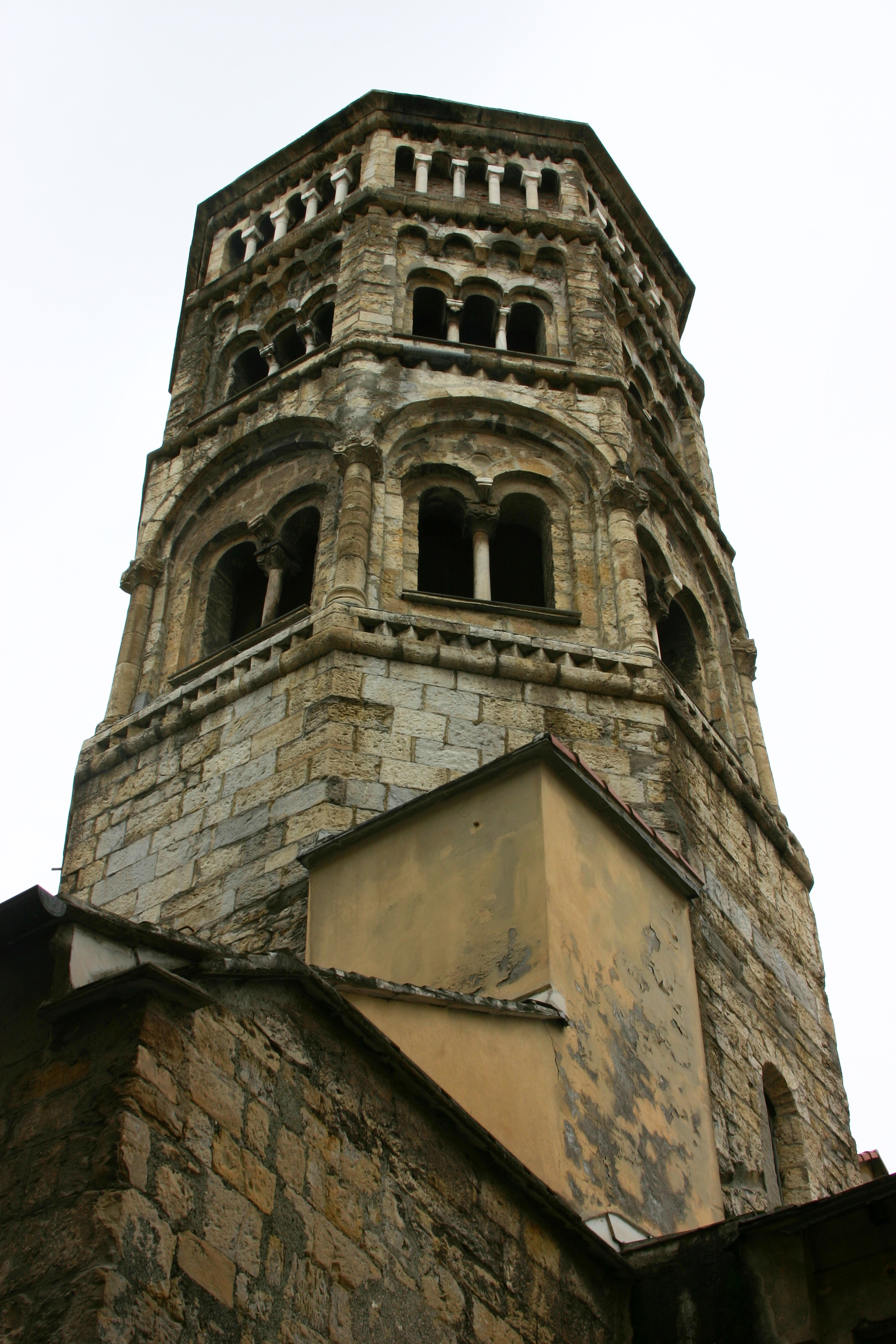
Le campanile dit aussi torre nolare

## Les œuvres
D'importantes œuvres sont présentes à l'intérieur, parmi lesquelles : une Vierge à l'Enfant du XIVe siècle de Nicolò da Voltri ; saint Joseph, retable de Domenico Piola ; le Baptême du Christ, une sculpture marmoréenne œuvre commencée par Ignazio Peschiera et complétée par son élève Carlo Rubatto ; et, surtout le magnifique triptyque de Joos van Cleve (1515) représentant L'Adoration des mages (au centre), le mandataire Stefano Raggi avec le saint-patron (panneau de gauche), Marie de Magdala (panneau de droite) et le Christ en Croix entre Marie et Jean le Baptiste (au-dessus).
Les œuvres de Piola et de van Cleve sont conservées dans la nef de la chapelle de gauche.